# Джоя-дель-Колле
Джоя-дель-Колле (італ. Gioia del Colle) — муніципалітет в Італії, у регіоні Апулія, метрополійне місто Барі.
Джоя-дель-Колле розташована на відстані близько 400 км на схід від Рима, 37 км на південь від Барі.
Населення — 27 923 особи (2014).
Щорічний фестиваль відбувається 26 травня. Покровитель — San Filippo Neri.

## Демографія
Населення за роками:

Станом на 1 січня 2023 року в муніципалітеті офіційно проживали 1344 іноземці з 59 країн, серед них 204 громадяни країн Євросоюзу та 27 громадян України.

## Персоналії
- Річотто Канудо (1877—1923) — італійський і французький письменник, есеїст, музикознавець, критик і теоретик кіномистецтва.

## Сусідні муніципалітети
- Аккуавіва-делле-Фонті
- Кастелланета
- Латерца
- Моттола
- Ночі
- Путіньяно
- Саммікеле-ді-Барі
- Сантерамо-ін-Колле
- Турі